# Mad (revista)
Mad foi uma revista norte-americana  de humor satírico fundada pelo empresário William Gaines e pelo editor Harvey Kurtzman em 1952. A revista satirizava todos os aspectos da cultura popular americana. A publicação mensal foi o último título sobrevivente da aclamada linha de revistas da EC Comics, lançado como uma revista em quadrinhos antes de se tornar uma revista no formato magazine. Foi amplamente imitada e influente, afetando a mídia satírica, bem como a paisagem cultural do século XX, com o editor Al Feldstein aumentando o número de leitores para mais de dois milhões durante seu pico de circulação em 1974. De 1952 até 2018, Mad publicou 550 edições regulares, bem como centenas de reimpressões e outros projetos de impressão. A numeração da revista teve a numeração zerada com a edição de junho de 2018, coincidindo com a mudança da sede da revista para a Costa Oeste.
Em 3 de julho de 2019 foi anunciado que a Mad não seria mais vendida nas bancas até ao final do ano; além disso, além de um número especial de fim de ano, as edições futuras não mais apresentariam novos conteúdos, com a revista confiando no conteúdo clássico da história de 67 anos da publicação.

## História

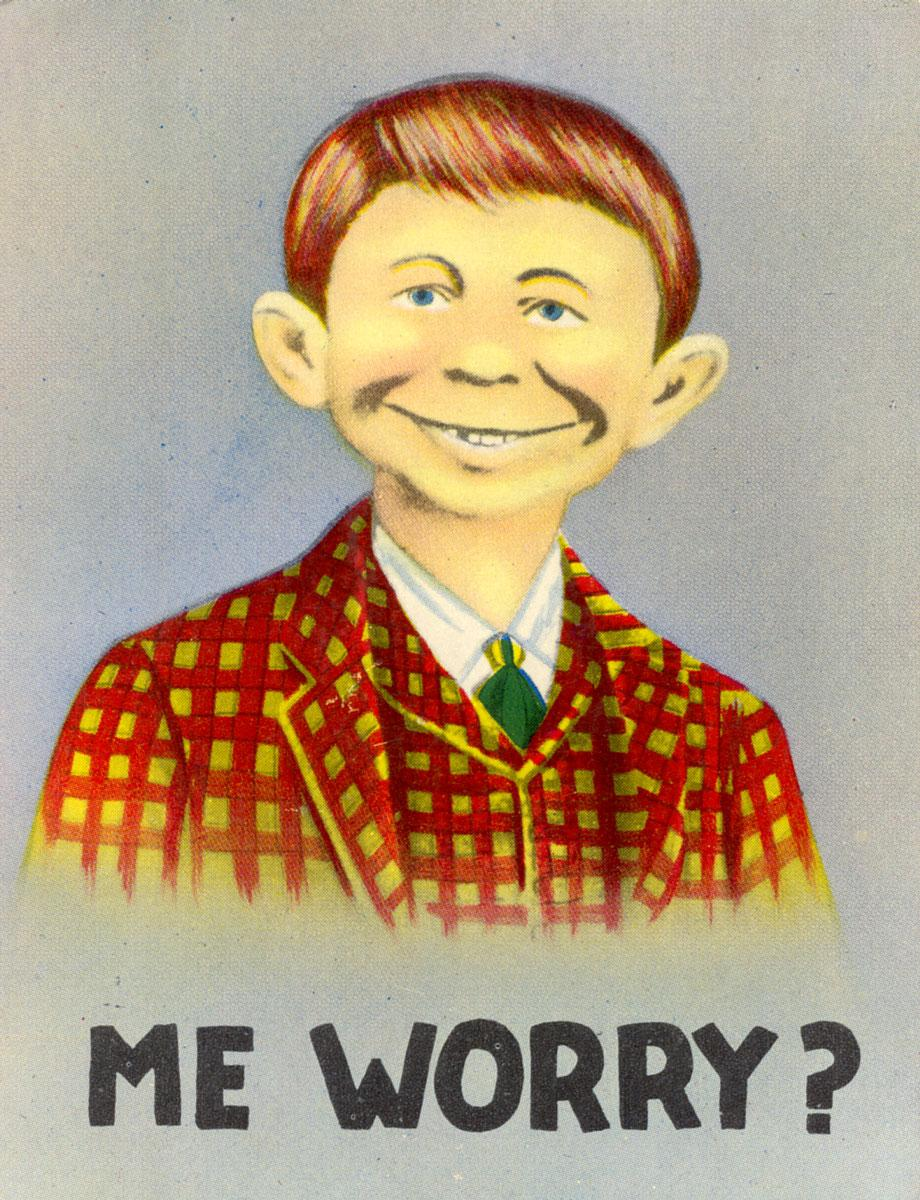
Alfred E. Neuman

Falar da Mad é falar de William Gaines e de Harvey Kurtzman. Kurtzman trabalhava na editora de Bill Gaines, a EC Comics – no início Educational Comics, especializada em histórias ilustradas da Bíblia; mais tarde, quando o pai de Gaines passou-lhe o controle, Entertainment Comics, focada em livros de sci-fi e horror (que tinha como carro-chefe o best-seller de terror Tales from the Crypt). Era editor comissionado pelas vendas de seus títulos, dois ao todo, contra sete do outro editor, Al Feldstein, que era bem melhor sucedido.
Sem dinheiro, Kurtzman procurou Gaines para um empréstimo. Conseguiu-o, mas com uma condição: que fosse usado para criar um novo título. Gaines lembrou dos esquetes humorísticos no portfolio de Kurtzman, e naquela reunião decidiu-se criar uma revista que fizesse graça das outras revistas.
Enquanto Kurtzman afirma ter surgido com o nome sozinho, Gaines dizia que Mad pipocou durante um brainstorm com Feldstein. De uma maneira ou outra, em outubro de 1952 era lançada Tales Calculated to Drive You Mad (em português, "Histórias com a intenção de levá-lo a loucura"), com arte de colaboradores regulares da EC como Jack Davis, Wally Wood e especialmente Bill Elder, cujo traço tornou-se marca registrada dos primeiros anos da publicação, quando era um livro bimestral. Seu preço: 10 centavos de dólar. John Severin também foi um dos ilustradores que trabalharam quando a revista foi criada.
Desde o início, Mad era como nenhuma outra revista. Trazia um humor tosco, irreverente, agressivo (classificado pelos próprios editores como "humor via veia jugular"); mas quase sempre inteligente, carregado de sátira e crítica social, e impecavelmente bem desenhado. A arte sempre foi uma preocupação maior na revista. Espaços em branco não eram bem-vindos; entupia-se os fundos de piadas visuais, gags, e referências ocultas. Kurtzman teve papel central nessa primeira etapa. Além de escrever grande parte do material, criou o logo da revista, deu vida a Alfred E. Neuman e desenhou capas.
Apesar da proposta inovadora, Mad não foi um sucesso instantâneo. Mas Gaines adorou, e lhe deu fôlego (ou seja, dinheiro) para construir uma base de leitores – o que aconteceu em alguns meses. Já o número 4 esgotou rapidamente, trazendo uma paródia do sucesso maior da época: Superman, impiedosamente parodiado por Wood como Superduperman (no Brasil, Superducahomem na tradução dos anos 70, Superômi na dos 80).

### Sem Kurtzman
A sátira cresceu e estendeu-se; já na metade dos anos 50, Mad não fazia sátira apenas em cima das outras revistas, mas de qualquer aspecto da cultura pop americana. Em julho de 1955, no número 24, Gaines transformou o livro bimestral que possuía o formato de uma revista em quadrinhos (comic book) em uma revista em formato magazine 21,5 x 28 cm (formato usado na Revista Veja); em parte por um desejo pessoal, mas também por ações da Comics Code Authority, órgão regulador que pressionava Mad por seu estilo subversivo. No ano seguinte, Gaines fechou a EC Comics e manteve apenas com seu título principal. Problemas de dinheiro e distribuição agravaram a publicação, e Kurtzman decidiu saltar do barco.
Depois de perder na justiça a disputa pela posse do título, Kurtzman vagou em projetos de vida curta, até acertar a mão na escrachada National Lampoon e na bem-sucedida tira Little Annie Fanny, ao lado de Bill Elder e publicada na Playboy de 1962 a 1988.
Com a saída do antigo editor, Al Feldstein assumiu o cargo e lá permaneceu até 1984, enquanto a revista crescia em números e influência. Feldstein fez de Mad um sucesso total de vendas, sustentando-se quase inteiramente da venda em banca – já que não teve publicidade na maior parte de sua vida.
Quando Feldstein se aposentou em 1984, foi substituído pela equipe de Nick Meglin e John Ficarra, que co-editou Mad durante as próximas duas décadas. Desde a aposentadoria de Meglin em 2004, Ficarra continuou a editar a revista.
Gaines vendeu sua empresa no início da década de 1960 para a Kinney Parking Company, que também adquiriu National Periodicals (a.k.a. DC Comics) e Warner Bros. no final da década. Gaines foi nomeado membro do conselho da  Kinney e foi amplamente autorizado a publicar a Mad como ele achaca conveniente e sem interferência corporativa.
Após a morte de Gaines, Mad tornou-se mais enraizado dentro da estrutura corporativa da Time Warner. Eventualmente, a revista foi obrigada a abandonar sua casa de longa data na 485 Madison Avenue e, em meados da década de 1990, mudou-se para os escritórios da DC Comics, ao mesmo tempo em que DC se mudou para 1700 Broadway. Em 2001, a revista quebrou seu tabu de longa data e começou a exibir publicidade paga. Desde que assumiu o formato de revista, em 1955, até 2001, não se liam anúncios nas suas páginas. Parte de sua influência pode ser creditada ao fato de que anunciante algum interferia no conteúdo. A receita externa permitiu a introdução de impressão em cores e estoque de papel melhorado.
Na sua primeira encarnação, novos números da revista apareceram erraticamente, entre quatro e sete vezes por ano. No final de 1958, Mad havia estabelecido um horário inusitado de oito vezes por ano, que durou quase quatro décadas. Gaines sentiu que o tempo atípico era necessário para manter o nível de qualidade da revista. Mad então começou a produzir problemas adicionais, até atingir um cronograma mensal tradicional com a edição de janeiro de 1997. Com a sua 500ª edição (junho de 2009), em comparação com a Time Warner, a revista regressou temporariamente a uma publicação trimestral antes de se estabelecer em seis números por ano em 2010. Em 2017, foi anunciado que John Ficarra deixaria o cargo de editor, e que Bill Morrison o substituiria.

### Proibição
A revista Mad chegou a ser proibida pelo governo e investigada pelo FBI, mais de uma vez, por incitar a delinquência juvenil. Professores recolhiam cópias vistas com alunos.
Ao menos na premissa do humor, Mad foi uma espécie de pré-Hustler: nela, nada era sagrado ou tabu. O lema de Gaines era “Não leve nada a sério demais”. Apolítico e ateu, fazia questão de bater forte em política e religião. (Um exemplo: na paródia de Ghostbusters II, um padre se aproxima de Bill Murray e diz: “No clero, somos contra as pessoas acreditarem em nonsense fantástico ou superstições sobrenaturais”, ao que Murray replica: “Claro. Vocês querem que as pessoas acreditem em coisas quotidianas como a Arca de Noé e serpentes falantes com maçãs!”)
Ao contrário dos outros comic books, Mad não era lida pelo público usual – adolescentes –, mas por adultos. Entre os leitores, nomes fundamentais para a história dos quadrinhos alternativos, como Robert Crumb, Jay Lynch e Gilbert Shelton (de The Fabulous Furry Freak Brothers) – todos eles publicados mais tarde por Kurtzman na revista Help! (que teve vida curta, e rodou no início dos 60). Parte disso pode ser explicado porque a revista ocupou um lugar vital na sátira política entre 1950 e 1970, num país onde a paranóia da Guerra Fria e da Caça às Bruxas ocupavam grande parte do cotidiano das pessoas.
Em 1961, Gaines vendeu a revista – seu contador lhe disse que não poderia pagar os impostos sobre o dinheiro que a revista estava arrecadando. Hoje é propriedade da Time Warner, sob a bandeira DC Comics. Apesar do negócio, Gaines continuou à frente das operações da revista até 1992, ano de sua morte – em parte pelo bom relacionamento que mantinha com colaboradores regulares como Al Jaffee, Dave Berg, Don Martin, Sergio Aragonés e Antonio Prohias, que ficaram na revista por décadas. Sua vida está ganhando uma cinebiografia; com o título provisório de Mad Man, o longa está sendo rodado, com roteiro adaptado a partir da biografia de Steven Otfinoski. O filme cobrirá o início da revista, mostrando a vida de Gaines do final dos anos 40 até a década de 50.

## Mad Kids
Entre 2006 e 2009, a revista publicou 14 números de "Mad Kids", uma publicação spin-off visando um público mais jovem.
Grande parte do conteúdo de Mad Kids apareceu originalmente na Mad tradicional; o  material reimpresso foi escolhido e editado para refletir os interesses da classe escolar. Mas a revista trimestral também incluiu artigos e cartuns inéditos, assim como passatempos, um calendário, e outros conteúdos relacionados com a atividade que é comum em revistas infantis.

## Mad no Brasil
Mad ganhou versões – e imitações – em 19 países. No Brasil, começou a ser publicada no início da década de 1970, pela editora Vecchi. Desde já com Otacílio D’Assunção (1974-Outubro de 2008), o Ota, no editorial, a Mad atingiu seu apogeu no final daquela década, quando começou a produzir material nacional e mesclá-lo às traduções e adaptações.
Na década de 1980, na seqüência da falência da Vecchi, a revista deixou de ser publicada por vários meses até ser assumida pela Record em meados de 1984, também sob o comando do Ota. E durante toda a década de 90, a MAD continuou sendo publicada pela Editora Record, que assumiu o comando até ao ano 2000. Então sucedeu-se a mesma coisa que há anos: devido às baixas vendas a revista parou de ser publicada. Mas poucos meses depois a revista foi editada pela Mythos. A editora publicou a revista durante 6 anos, tendo o último número sido publicado no final de 2006. Actualmente, e após um período de mais de um ano, - maior período de tempo que a revista deixou de ser publicada no Brasil - a MAD voltou pelas mãos da editora Panini, editada em seus primeiros números pelo Ota e por Raphael Fernandes e, posteriormente, apenas por Raphael, até ser cancelada em abril de 2017.
A Mad teve três nomes no Brasil:
- MAD em Português quando era publicado pela Editora Vecchi
- MAD in Brazil quando era publicado pela Editora Record
- Novo MAD quando era publicado pela Editora Mythos

## Edições estrangeiras não mais publicadas
- México, 1977-1983, 1984-1986, 1993-1998, 2004-2010;[8]